# Diospyros thomasii
Diospyros thomasii är en tvåhjärtbladig växtart som beskrevs av John Hutchinson och John McEwan Dalziel. Diospyros thomasii ingår i släktet Diospyros och familjen Ebenaceae. Inga underarter finns listade i Catalogue of Life.